# Melocactus matanzanus
Melocactus matanzanus é uma espécie botânica de plantas da um em todo o mundo como planta ornamental.
É uma planta perene carnuda e armados com espinhos globosa, de cor verde e com as flores de cor rosa.

## Sinonimia
- Melocactus actinacanthus